# Герои Российской Федерации — Ф

В настоящем списке представлены в алфавитном порядке Герои Российской Федерации, чьи фамилии начинаются с буквы «Ф». Список содержит информацию о роде войск (службе, деятельности) Героев на время присвоения звания, дате рождения, месте рождения, дате смерти и месте смерти Героев.
 Серым цветом в таблице выделены Герои, награждённые посмертно. 
| №  | Фото | Фамилия Имя Отчество            | Род войск, служба    | Годы жизни                        | Место рождения                                          | Место гибели (смерти)                         |       |
| -- | ---- | ------------------------------- | -------------------- | --------------------------------- | ------------------------------------------------------- | --------------------------------------------- | ----- |
| 1  |      | Фабрый, Алексей Иванович        | авиация              | род. 17 февраля 1953              | ст. Тбилисская, Краснодарский край, РСФСР               |                                               |       |
| 2  |      | Фадеев, Валерий Иванович        | Кинолог              | род. 23 февраля 1956              | пос. Каширское, Калининградская область, РСФСР          |                                               | [ 1 ] |
| 3  |      | Фадин, Александр Михайлович     | Бронетанковые войска | 10 октября 1924 — 10 ноября 2011  | дер. Князевка, Нижегородская область, РСФСР             | Москва                                        | [ 2 ] |
| 4  |      | Фарелюк, Антон Михайлович       | МВД                  | 19 апреля 1972 — 4 октября 1993   | Москва, РСФСР                                           | Москва                                        |       |
| 5  |      | Фаршинёв, Дмитрий Александрович | Десантные войска     | 29 мая 2000 — 5 апреля 2022       | Иркутск, Российская Федерация                           | Украина                                       |       |
| 6  |      | Фёдоров, Роман Олегович         | Пехота и мотострелки | род. 18 апреля 1987               | с. Мазаново, Мазановский район, Амурская область, РСФСР |                                               |       |
| 7  |      | Федосов, Виктор Владиславович   | авиация              | род. 21 июля 1964                 | Ишим, Тюменская область, РСФСР                          |                                               |       |
| 8  |      | Федотов, Евгений Михайлович     | авиация              | род. 23 августа 1963              | Ессентуки, Ставропольский край, РСФСР                   |                                               | [ 3 ] |
| 9  |      | Федяев, Иван Андреевич          | Пехота и мотострелки | погиб 13 июня 2023                |                                                         | Украина                                       |       |
| 10 |      | Феклисов, Александр Семёнович   | СВР                  | 9 марта 1914 — 26 октября 2007    | Москва, Московская губерния                             | Москва                                        |       |
| 11 |      | Филин, Николай Иванович         | ВМФ                  | 6 апреля 1962 — 1 июля 2019       | дер. Красилово, Валдайский район, Новгородская область  | Баренцево море                                |       |
| 12 |      | Филипов, Роман Николаевич       | авиация              | 13 августа 1984 — 3 февраля 2018  | Воронеж, Россия                                         | Серакиб, Идлиб, Сирия                         |       |
| 13 |      | Филькин, Игорь Викторович       | ФПС                  | 30 ноября 1972 — 13 июля 1993     | д. Ибредь, Рязанская область, РСФСР                     | 12-я застава Таджикистан                      | [ 4 ] |
| 14 |      | Фирсов, Сергей Александрович    | ВМФ                  | 11 сентября 1971 — 6 февраля 1995 | Ангрен, Ташкентская область, Узбекская ССР              | Грозный, Чечня                                |       |
| 15 |      | Флёров, Иван Андреевич          | Артиллерия           | 24 апреля 1905 — 7 октября 1941   | дер. Двуречки, Тамбовская губерния                      | близ дер. Богатырь, Смоленская область, РСФСР | [ 5 ] |
| 16 |      | Фоменко, Геннадий Дмитриевич    | ВВ МВД               | род. 9 мая 1955                   | пос. Тобол, Казахская ССР                               |                                               |       |
| 17 |      | Фомин, Александр Гурьевич       | спецназ ГРУ          | 22 марта 1958 — 10 декабря 2020   | Благовещенск, Амурская область, РСФСР                   | Москва                                        |       |
| 18 |      | Фомин, Алексей Юрьевич          | ВВ МВД               | род. 30 июня 1977                 | Грозный, Чечено-Ингушская АССР, РСФСР                   |                                               |       |
| 19 |      | Фроленков, Андрей Анатольевич   | ВВ МВД               | род. 11 июля 1969                 | Брянск, РСФСР                                           |                                               |       |
| 20 |      | Фролов, Владимир Петрович       | Пехота и мотострелки | 6 июля 1967 — 10 марта 2022       |                                                         | Мариуполь                                     |       |
| 21 |      | Фролов, Евгений Иванович        | авиация              | род. 17 мая 1951                  | с. Малокурильское, Сахалинская область, РСФСР           |                                               | [ 6 ] |